# Toppgast
Als Toppgast oder Toppsgast, literarisch auch Toppmann, bezeichnete man früher einen erfahrenen Matrosen, dessen Arbeitsplatz in den Masten war. In der Traditionsschifffahrt bezeichnet man heute so denjenigen Matrosen, der der Wache vorsteht und direkt dem Wachoffizier unterstellt ist. Je nach dem Mast, dem ein Matrose zugeteilt ist, gibt es die Bezeichnungen Vortoppgast, Großtoppgast und Kreuztoppgast.

## Etymologie
Gasten (Einzahl: Gast) ist die Bezeichnung für Mannschaftsdienstgrade in der deutschen Marine, Topp ist das seemännische Wort für „Mastspitze“. Die ursprüngliche Bedeutung des Wortes Toppgast ist also „Matrose, der in die Masten aufentert“.

## Literarisch
In der Novelle Billy Budd erzählt Herman Melville das fiktive Schicksal eines Vortoppsgasten auf einem englischen Kriegsschiffe zu Ende des 18. Jahrhunderts.